# Michelle Courchesne
Pour les articles homonymes, voir Courchesne.
Michelle Courchesne, née le 6 mai 1953 à Trois-Rivières, est une urbaniste, gestionnaire et femme politique québécoise. Elle est élue la première fois le 14 avril 2003 à l'Assemblée nationale du Québec comme députée libérale de la circonscription de Fabre. Dès lors, elle occupe une place prépondérante dans le gouvernement de Jean Charest, siégeant comme ministre dans plusieurs ministères.
Ministre de l'Éducation, du Loisir et du Sport du 18 avril 2007 au 10 août 2010, elle est remplacée par Line Beauchamp et devient présidente du Conseil du trésor du Québec le 11 août 2010. À la suite de la démission de Beauchamp le 14 mai 2012, Courchesne reprend en charge le ministère de l'Éducation, du Loisir et du Sport. À l'été 2012, elle annonce qu'elle ne briguera pas les suffrages lors des élections générales québécoises de 2012.

## Biographie

### Formation et carrière professionnelle
Michelle Courchesne fait ses études collégiales au Collège Jean-de-Brébeuf pour ensuite faire un baccalauréat en sociologie et une maîtrise en urbanisme. Elle pratique le métier d'urbaniste de 1976 à 1981. Elle est ensuite conseillère municipale et membre du comité exécutif de la ville de Laval de 1981 à 1985.
De 1995 à 2000, elle est la directrice générale de l'Orchestre symphonique de Montréal. Elle siège également sur plusieurs conseils d'administration tels celui de la Banque nationale du Canada, de la Société Radio-Canada, de la Fondation des maladies mentales du Québec et de l'École nationale de théâtre du Canada. Parallèlement à ces fonctions, elle est sous-ministre adjointe et en titre du ministère de la Culture et des Communications.
Elle est la veuve de Normand Filiatrault et la mère de Jean-Michel Filiatrault, joueur de hockey semi-professionnel portant les couleurs de l'Université McGill, et de Louis-Charles Filiatrault, qui étudie le droit à l'Université d'Ottawa.

### Carrière politique
Aux élections générales du 14 avril 2003, elle est élue dans la circonscription de Fabre. Ministre responsable de la région de Laval depuis ce temps, elle occupe, de 2003 à 2005, le poste de ministre des Relations avec les citoyens et de l'Immigration. De 2005 à 2007, elle est ministre de l'Emploi et de la Solidarité sociale.
Réélue aux élections générales de 2007, elle devient ministre de l'Éducation, du Loisir et du Sport ainsi que ministre de la Famille et des Aînés le 18 avril suivant. Lors de sa réélection en 2008, elle est remplacée au ministère de la Famille et des Aînés par Tony Tomassi.
Le 11 août 2010, lors d'un remaniement ministériel, elle est nommée présidente du Conseil du trésor. Elle obtient aussi la responsabilité des Services gouvernementaux.
Le 14 mai 2012, elle est nommée ministre de l'Éducation, du Loisir et du Sport à la suite de la démission de Line Beauchamp.

#### Ministre de l'Éducation
En février 2010, l'article 19 du régime pédagogique du Québec est abrogé, permettant ainsi les écoles de donner cours les fins de semaine et tous les jours fériés y compris à Noël ou le 24 juin. Michelle Courchesne déclare d'abord que cette souplesse doit permettre de lutter contre le décrochage scolaire. Cette modification est concédée aux écoles orthodoxes pour leur permettre de respecter ledit régime pédagogique. Plusieurs[Qui ?] critiquent ces modifications effectuées « en catimini » et le fait qu'il existe d'autres moyens de s'assurer que les écoles orthodoxes juives respectent le calendrier scolaire : la dérogation et l'enseignement des cours religieux en fin de semaine.
Le 30 novembre 2011, elle est mise en cause par le rapport du vérificateur général du Québec sur l'attribution, en 2008, de 18 000 places subventionnées en garderie ; l'ex-ministre de la Famille s'est défendue d'avoir favorisé des donateurs du Parti libéral. Le rapport indique que 29 % des projets retenus étaient situés dans des municipalités où le ministère estimait qu'il y avait déjà un surplus de place.
En juin 2012, Michelle Courchesne est de nouveau mentionnée dans un rapport du vérificateur général. Celui-ci révèle que le personnel de son cabinet politique aurait illégitimement effectué une présélection de demandes de subventions reçues pour des infrastructures sportives avant même de les envoyer aux fonctionnaires chargés d'en faire l'analyse. La plupart des questions sont demeurés sans réponse dans cet incident qui s'est déroulé entre 2006 et 2010, période durant laquelle Michelle Courchesne occupait des postes de haut fonctionnaire ou de ministre au ministère de l'Éducation (2007-2010).

### Participation auxMordus de politique
À partir d'août 2022, elle est panéliste à l'émission télévisée des Mordus de politique sur les ondes d'ICI RDI. Elle remplace dans ce rôle son ancien collègue de cabinet ministériel, Pierre Moreau.
Elle est récipiendaire, en 2005, de la Médaille de l'Assemblée nationale.